# 도궁초등학교
도궁초등학교는 대한민국 경기도 광주시에 있는 공립 초등학교이다.

## 학교 연혁
- 1970. 11. 30 곤지암국민학교 도궁분교 설립인가
- 1974. 03. 02 도궁국민학교 개교(6학급)
- 1974. 03. 02 초대 김영룡 교장선생님 취임
- 1975. 02. 10 제1회 졸업
- 1996. 03. 01 도궁초등학교 개명
- 2014. 02. 13 제40회 22명 졸업(1,193명)
- 2014. 03. 03 6학급 편성(100명)
- 2014. 09. 01 제15대 신정권 교장 취임

## 참고 자료
- 도궁초등학교 - 한국교육학술정보원 학교알리미